# Xanthoconium affine
Xanthoconium affine är en svampart som först beskrevs av Peck, och fick sitt nu gällande namn av Rolf Singer 1944. Xanthoconium affine ingår i släktet Xanthoconium och familjen Boletaceae.   Inga underarter finns listade i Catalogue of Life.

## Källor

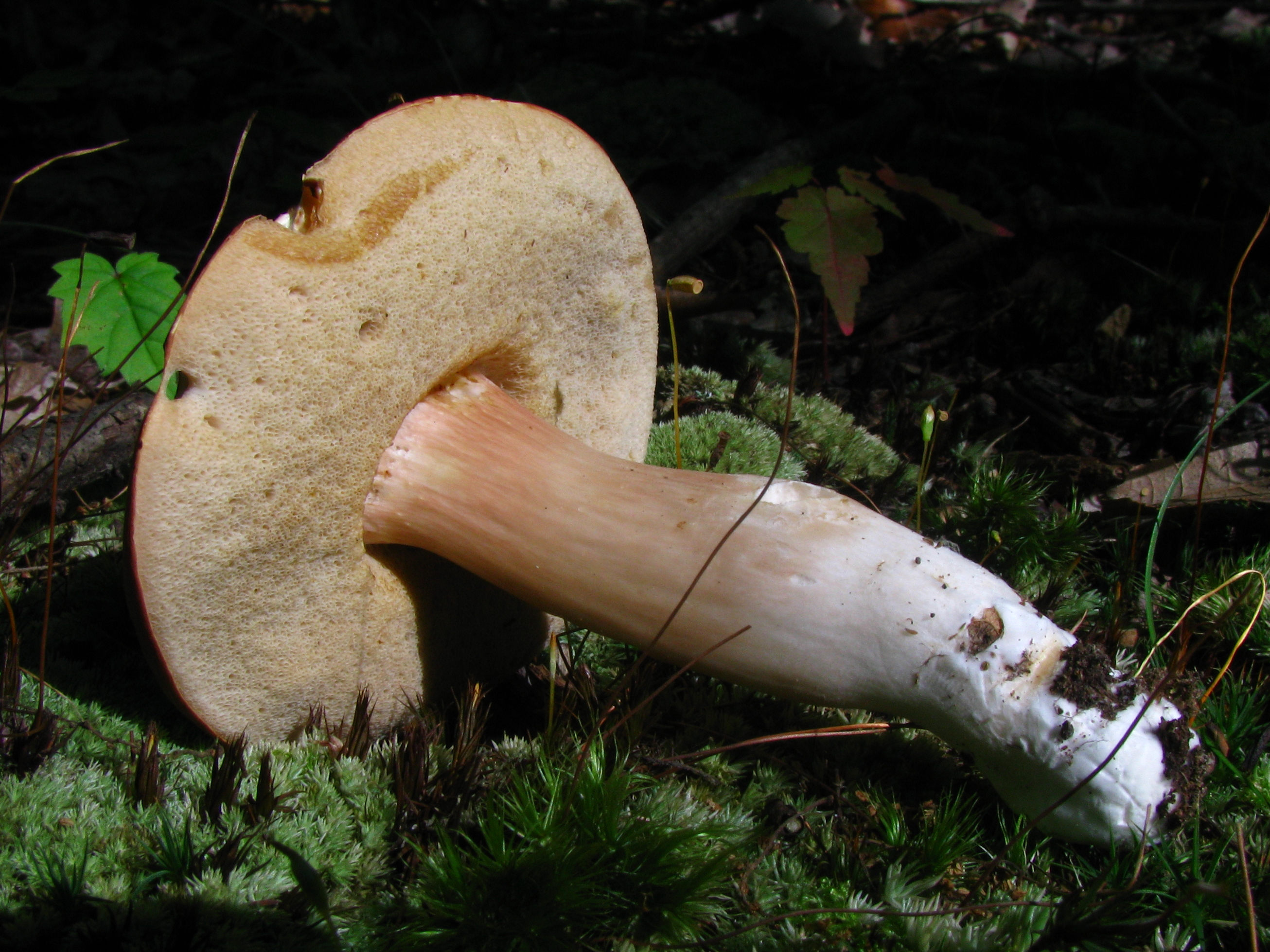
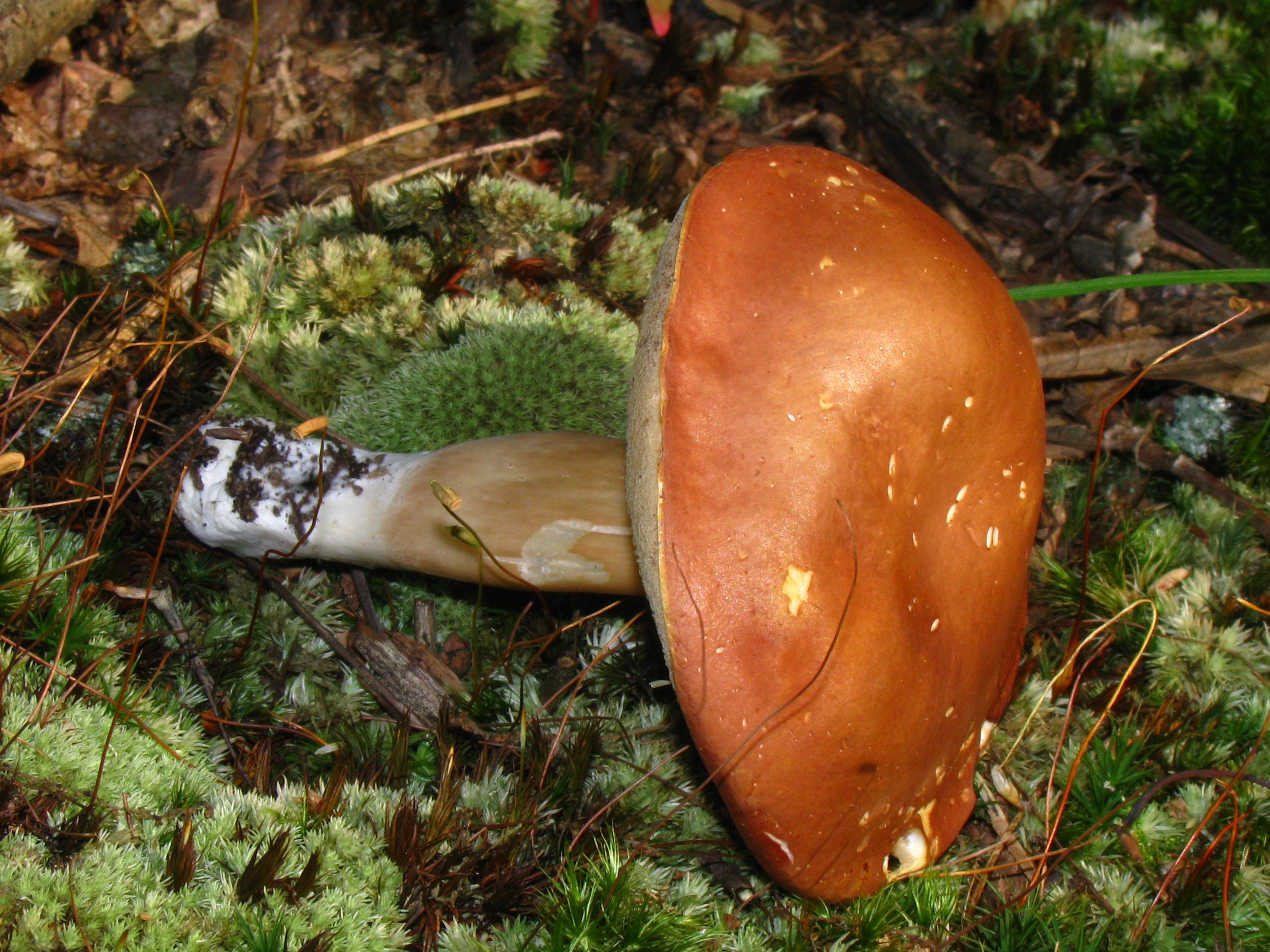
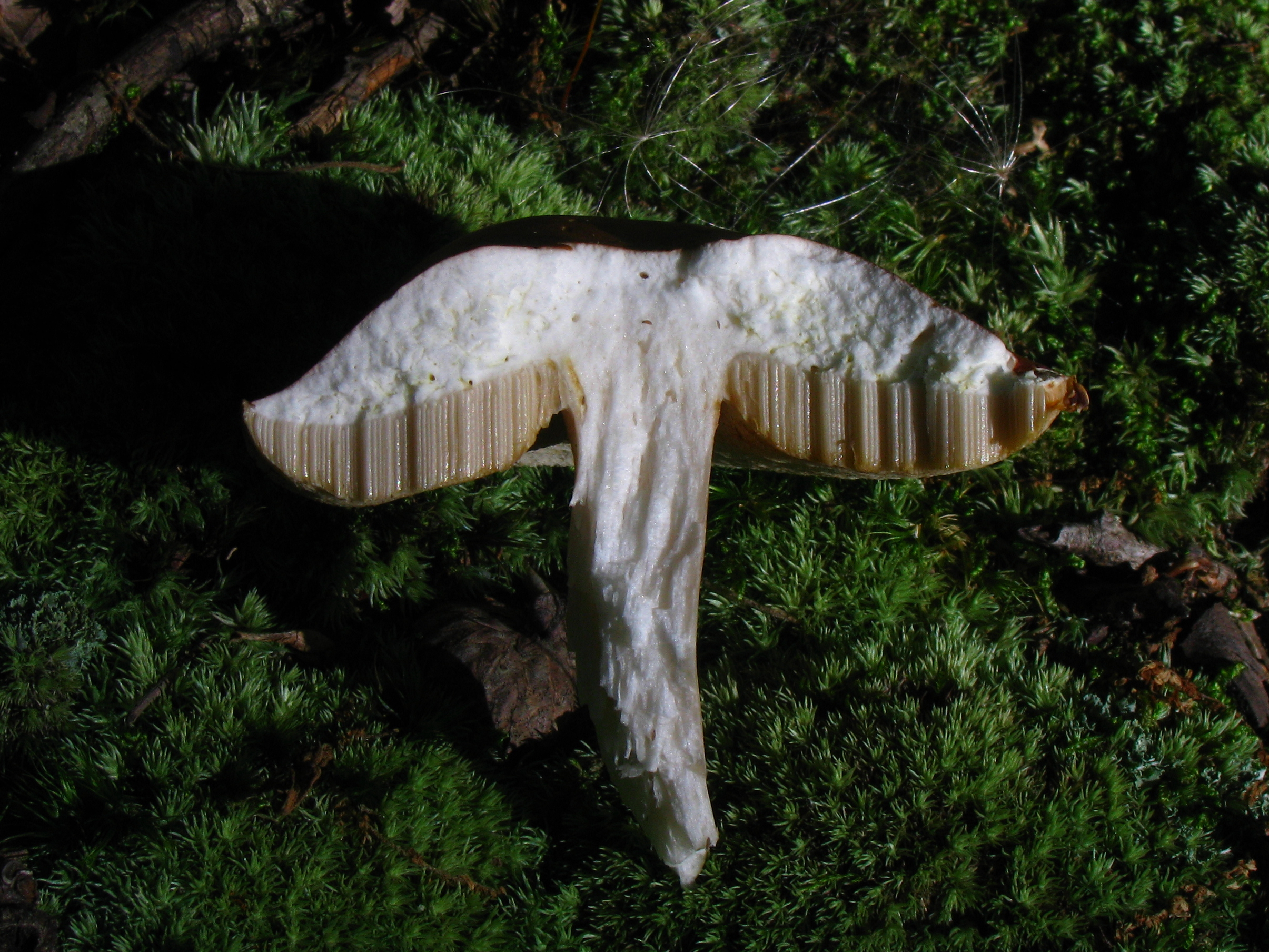
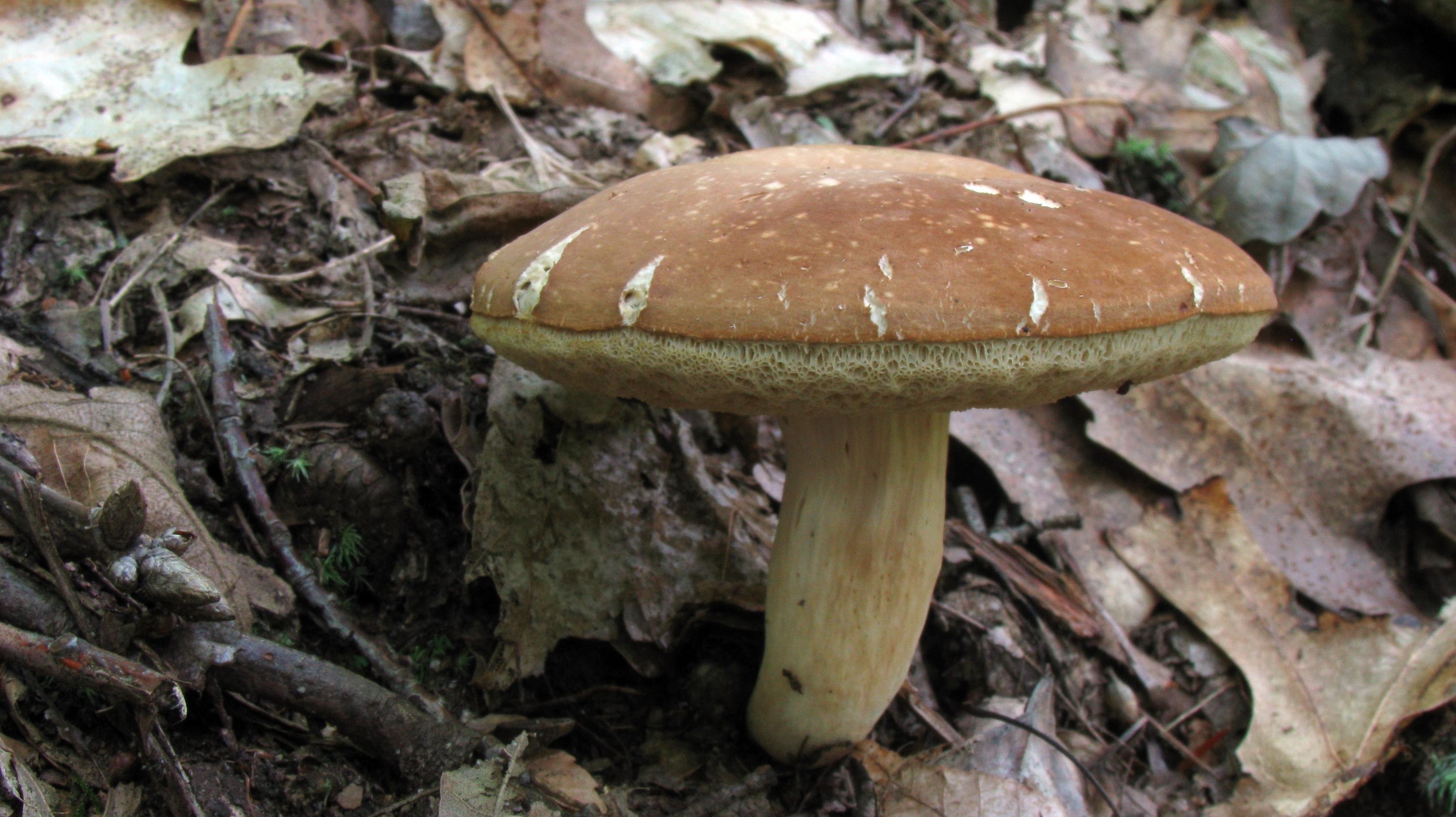
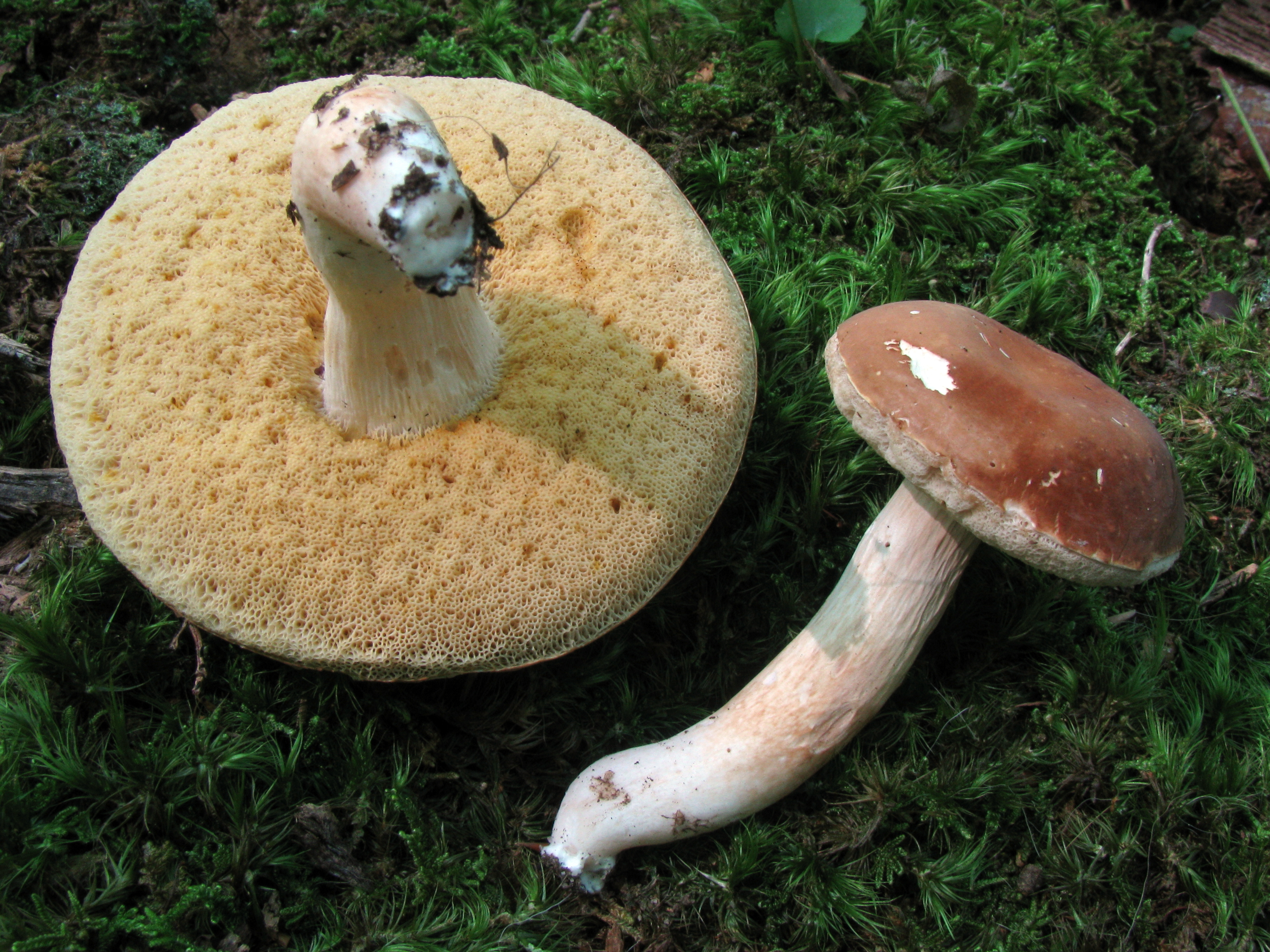
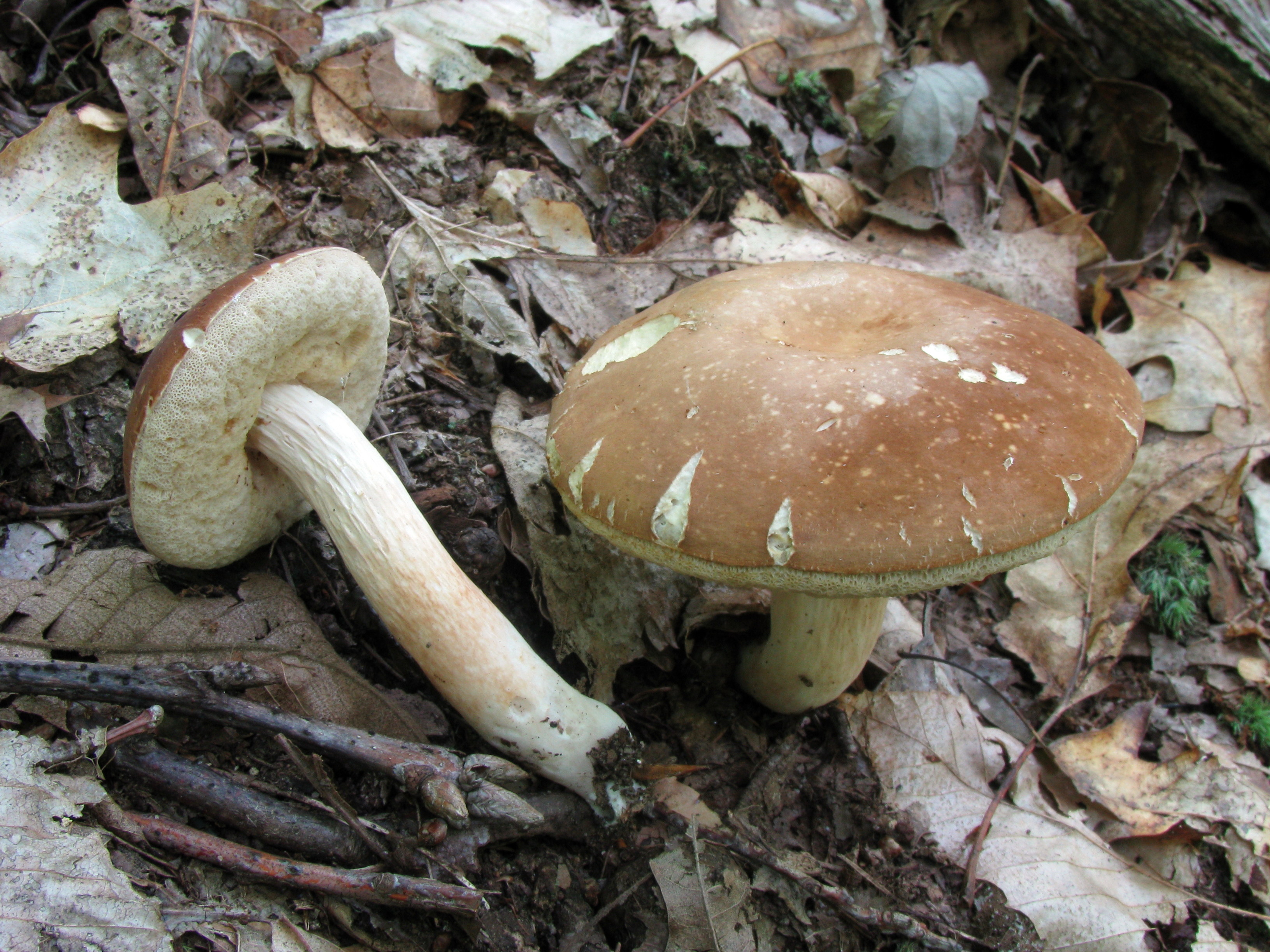
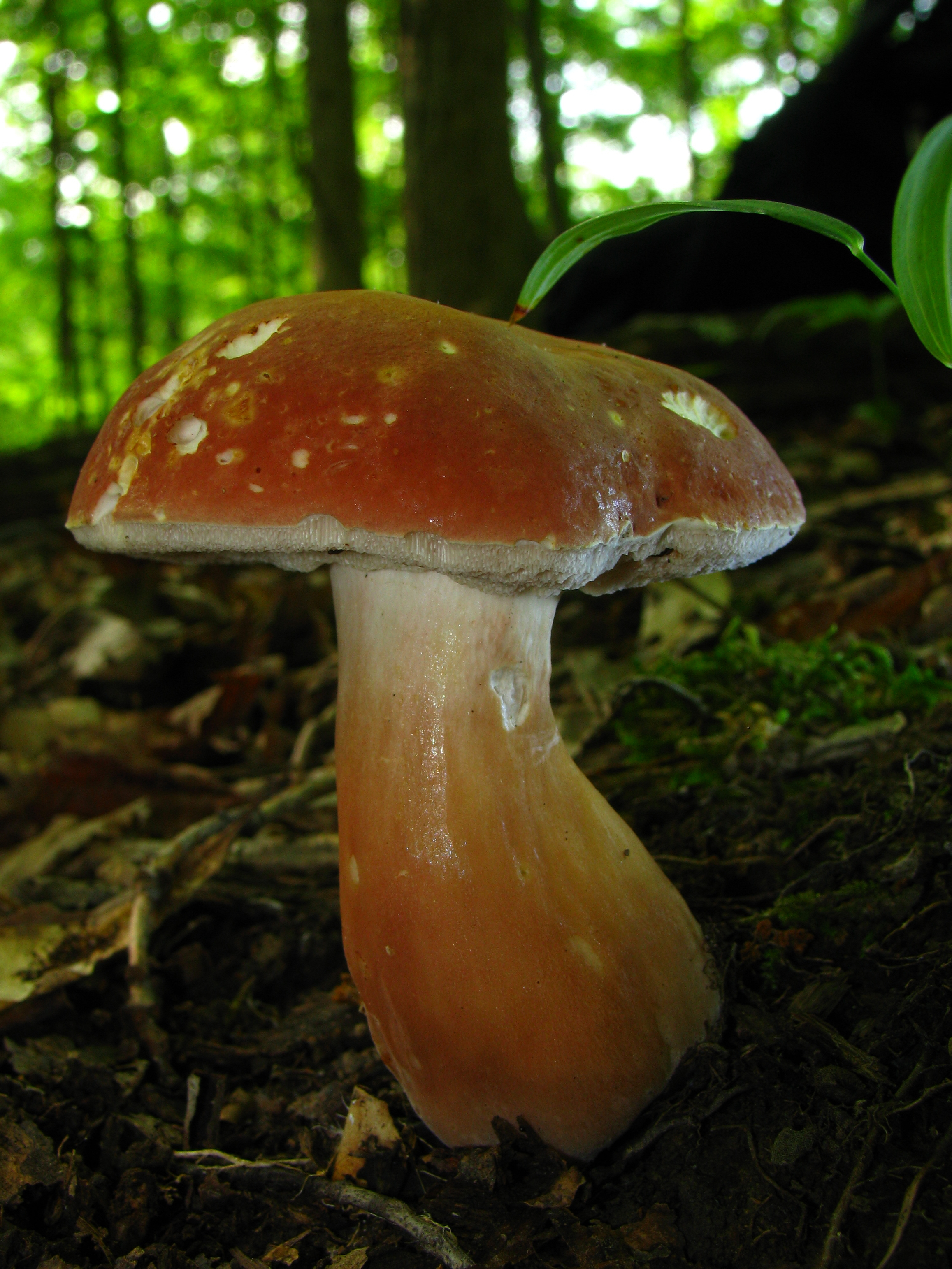